# Marcelo Trivisonno
Marcelo Angel Trivisonno (8 giugno 1966) è un ex calciatore argentino, di ruolo difensore.

## Carriera
Dopo aver giocato col Rosario Central, si trasferisce nel campionato giapponese giocando con l'Urawa Reds Diamonds.